# Nachtstücke (Hoffmann)

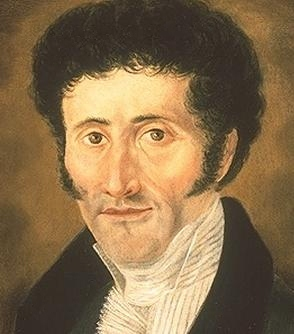
E. T. A. Hoffmann

Die Nachtstücke sind ein Erzählzyklus von E. T. A. Hoffmann, der aus acht phantastischen Geschichten besteht. Sie entstanden in der Zeit von 1815 bis 1817 in Berlin und wurden dort 1816 und 1817 in zwei Teilen veröffentlicht. 

## Inhalt
Der erste Teil umfasst die Erzählungen 
- Der Sandmann,
- Ignaz Denner,
- Die Jesuiterkirche in G. sowie
- Das Sanctus.

Im zweiten Teil erschienen
- Das öde Haus,
- Das Majorat,
- Das Gelübde und
- Das steinerne Herz.

## Titelgebung
Mit dem Titel des Erstdrucks Nachtstücke herausgegeben von dem Verfasser der Fantasiestücke in Callots Manier bezog Hoffmann sich auf seine vorhergehende Sammlung, die sehr erfolgreich war.
Hoffmann, dem der Titel Nachtstücke von Jean Paul her geläufig war, wandte sich mit dieser Sammlung den dunklen Seiten des Lebens zu, dem Unheimlich-Bedrohlichen scheinbar dämonischer Mächte, die den Menschen in Angst, Verzweiflung und Wahnsinn führen. Obwohl er Spuk und Schauer der Gespenstergeschichten nicht gänzlich mied, kam es ihm vor allem auf die unheimlichen Phänomene des Seelischen bis zu den Auswirkungen psychischer Störungen an, Vorgänge, die schnell als krankhaft bezeichnet werden und die er deuten und künstlerisch erfahrbar machen wollte.
Der Titel von Robert Schumanns 1839 veröffentlichtem Klavierzyklus leitet sich von diesem Werk ab.

## Hintergrund
Der aus der Kunstgeschichte stammende Begriff Nachtstück bezog sich, wie es im Deutschen Wörterbuch heißt, zunächst auf die „bildliche darstellung einer nächtlichen scene“, auf  Szenerien und Darstellungen mit deutlichen Hell-dunkel-Kontrasten. Auf diese Weise sind bestimmte Bereiche erleuchtet, während andere im Dunkel der Nacht verborgen bleiben. Beispiele hierfür finden sich etwa in den Werken Caravaggios, Jacob van Ruisdaels und des von Hoffmann verehrten Rembrandt.
Im Verlauf des 18. und frühen 19. Jahrhunderts wurde das Wort auch im erweiterten Sinne verwendet, so bei Wieland und Goethe, Jean Paul und Clemens Brentano, wodurch neben die ursprüngliche Bedeutung nun die Auffassung des Nächtlichen als Metapher für gefährdete und extreme Seelenzustände trat.
Im 18. Jahrhundert zeigte sich das zunehmende Interesse für Groteskes und Unheimliches, Tod und Sterben zunächst in der Schauerliteratur und englischen Gräberpoesie. Unter dem Einfluss des deutschen Idealismus und dialektischen Denkens und auf der Suche nach einer umfassenden Erklärung der menschlichen Existenz wertete man die Nacht zum Sinnbild für Bereiche auf, die sich rationaler Erkenntnis entzogen. Im Zeichen der Universalpoesie Friedrich Schlegel besang Novalis die Nacht in seinen Hymnen an die Nacht, ein Werk, dessen Einfluss in Richard Wagners Tristan und Isolde spürbar ist. 
In den August Klingemann zugeschriebenen Nachtwachen erscheint diese dunkle Seite des Tages dann negativer, indem sich eine Zeitsatire mit Fragestellungen des Nihilismus verbindet. Hier ist das Ich dem Unheimlich-Nächtlichen ausgesetzt, ein Umfeld, in dem sich auch die Nachtstücke Hoffmanns bewegen.